# Karl Rummelhardt
Karl Rummelhardt (* 15. Dezember 1872 in Wien; † 19. Oktober 1930) war ein österreichischer Politiker (CS) und Stadtrat in Wien.

## Leben

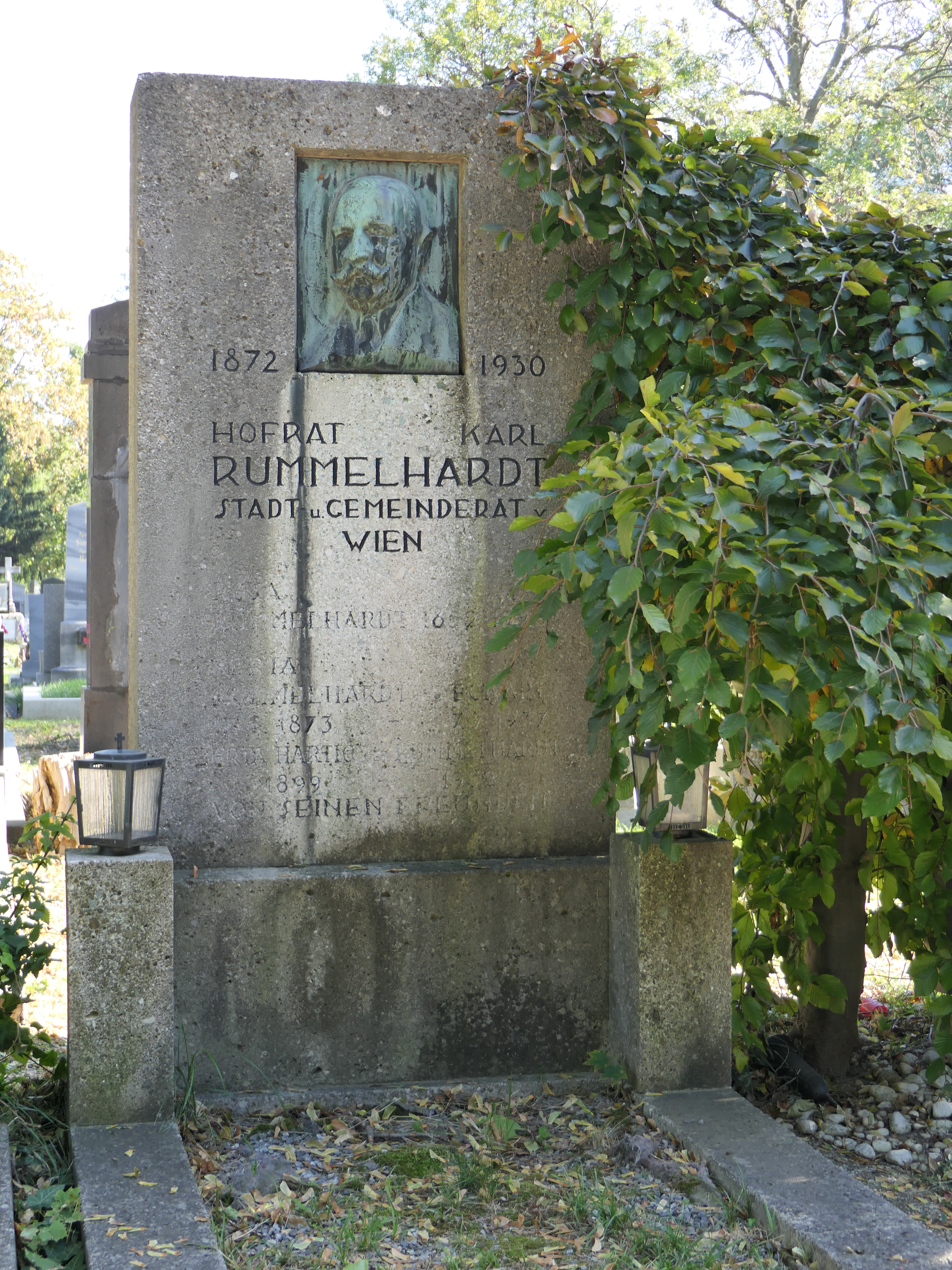
Grab von Karl Rummelhardt

Karl Rummelhardt absolvierte das Untergymnasium und besuchte danach die Lehrerbildungsanstalt St. Pölten sowie das Pädagogium Wien. Nach der Ablegung der Volks- und Bürgerschullehramtsprüfung arbeitete Rummelhardt als Lehrer in Stockerau und an verschiedenen Volks-, Bürger- und Handelsschulen in Wien. Schließlich wechselte er an die technisch-gewerblichen Fortbildungsschule in Ottakring, an der er das Amt des Direktors annahm. In der Folge wurde er zudem Konzeptsbeamter zum Fortbildungsschulrat und Amtsdirektor. 1919 wurde Rummelhardt zum Regierungsrat, 1926 zum Hofrat ernannt.
Ab 1902 war Rummelhardt Mitglied von Wiener Schulbehörden wie des Bezirksschulrates, des Landesschulrates und des Stadtschulrates. Er vertrat ab 1914 die christlichsoziale Partei im Wiener Gemeinderat und gehörte zwischen 1915 und 1917 erstmals dem Wiener Stadtrat an. Zudem war er Abgeordneter zum gemeinsamen Landtag von Niederösterreich, wo er sich insbesondere in Gewerbefragen, der Personalpolitik, in der Bildung sowie der Kunst und Literatur engagierte. Nachdem er 1918 pensioniert worden war, setzte er sich weiter für öffentlichen Angelegenheiten ein. Er war Begründer und Präsident des „Alt-Wiener Klubs“, einer Vereinigung zur Förderung Alt-Wiener Volkssitten und Gebräuchen. Zudem war Rummelhardt ab Dezember 1918 Mitglied des Wiener Gemeinderats und ab 1919 erneut Wiener Stadtrat, jedoch ohne eigene Ressortverantwortung. Beide Funktionen übte Rummelhardt bis zu seinem Tode aus. 
Nach seinem Tod wurde Rummelhardt auf dem Wiener Zentralfriedhof bestattet.
Im Jahr 1933 wurde in Wien-Alsergrund (9. Bezirk) die Rummelhardtgasse nach ihm benannt.